# HMAS Canberra (D33)
O HMAS Canberra foi um cruzador pesado operado pela Marinha Real Australiana e a sétima embarcação da Classe County. Sua construção começou em setembro de 1925 nos estaleiros da John Brown & Company na Escócia e foi lançado ao mar em maio de 1927, sendo comissionado na frota australiana em julho do ano seguinte. Era armado com uma bateria principal composta por oito canhões de 203 milímetros montados em quatro torres de artilharia duplas, tinha um deslocamento carregado de mais de treze mil toneladas e alcançava uma velocidade máxima de 31 nós.
O Canberra teve uma carreira tranquila em tempos de paz, atuando em casa e realizando visitas para países da região como Nova Zelândia e China. A Segunda Guerra Mundial começou em 1939 e ele inicialmente realizou patrulhas em águas australianas, sendo transferido para o Oceano Índico em 1940. No ano seguinte escoltou comboios entre a Austrália e o Índico. Em 1942 deu suporte para operações na Campanha de Guadalcanal junto da Marinha dos Estados Unidos, sendo deliberadamente afundado em 9 de agosto depois de ser seriamente danificado na Batalha da Ilha Savo.